# Хоуп-Вейл (аборигенное графство)
Аборигенное графство Хоуп-Вейл (англ. Aboriginal Shire of Hope Vale) – один из районов местного самоуправления (графство (англ. shire)) на Крайнем севере (англ. Far North Queensland) северо-восточного штата Австралии Квинсленд. Административный центр – аборигенное поселение (англ. town) Хоуп-Вейл.

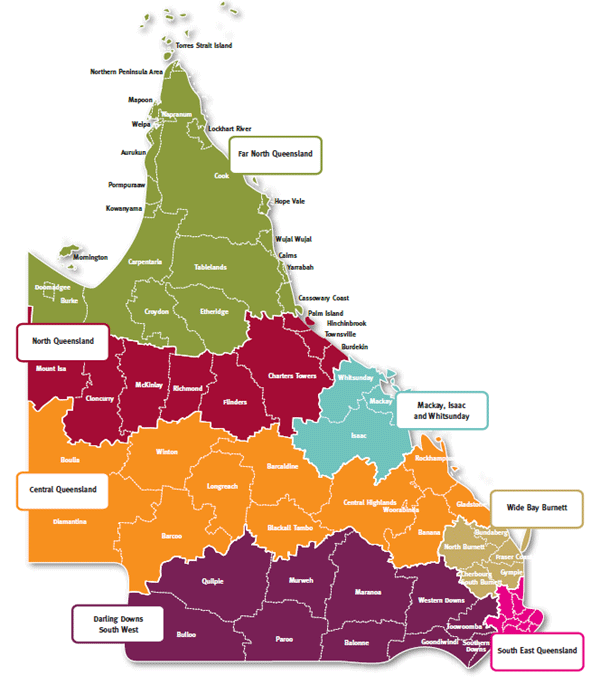
Карта регионов австралийского штата Квинсленд. Сверху темно-зеленым регион Крайнего севера штата - Far North Queensland